# Anthophora purpuraria
Anthophora purpuraria är en biart som beskrevs av Westrich 1993. Anthophora purpuraria ingår i släktet pälsbin, och familjen långtungebin. Inga underarter finns listade i Catalogue of Life.